# Neoorsa
Neoorsa is een geslacht van hooiwagens uit de familie Samoidae. De wetenschappelijke naam van het geslacht werd in 1979 door V. Silhavý gepubliceerd als Orsa. Die naam was echter in 1865 al door Walker gebruikt voor een geslacht van vlinders uit de familie spinneruilen (Erebidae). In januari 2006 publiceerde Hüseyin Özdikmen daarop een nomen novum voor het geslacht van hooiwagens.

## Soorten
Neoorsa is monotypisch en omvat slechts de volgende soort:
- Neoorsa daphne (V. Silhavý, 1979)